# Polska Partia Postępowa
Polska Partia Postępowa – liberalna partia polityczna działająca w Królestwie Polskim w latach 1909–1919.
W 1906 ze Związku Postępowo-Demokratycznego wyodrębniła się prawicowa grupa, na czele z Henrykiem Konicem, która przybrała nazwę najpierw Związku Demokratycznego, a następnie Polskiej Partii Postępowej. Wyodrębnienie to było krótkotrwałe, bo już w 1907 postępowcy zjednoczyli się ponownie w Polskim Zjednoczeniu Postępowym. Ostatecznie w 1909 Polska Partia Postępowa zerwała dotychczasowe więzy i rozpoczęła samodzielną działalność polityczną. Było to nieliczne ugrupowanie skupiające głównie inteligencję wolnych zawodów oraz sfery finansowe i gospodarcze. Po upadku rewolucji 1905–1907 stronnictwo stopniowo rezygnowało z postulatów liberalnych i demokratycznych i przechodziło na pozycje zachowawcze.
Po wybuchu I wojny światowej w zasadzie popierało orientację na Rosję, o czym świadczyła m.in. deklaracja z 16 sierpnia 1914 z uznaniem przyjmująca manifest wielkiego księcia Mikołaja Mikołajewicza. Niemniej mimo zabiegów Komitetu Narodowego Polskiego PPP nie weszła w jego skład. Należała natomiast najpierw do Zjednoczenia Organizacji Niepodległościowych a po jego rozpadzie do Bloku Centrum. W lutym 1915 PPP opuściła Blok Centrum, zaś w kwietniu wraz z Polskim Zjednoczeniem Postępowym utworzyła Klub Demokratyczny. W październiku 1915 przystąpiła do Międzypartyjnego Koła Politycznego. Należała jednocześnie do Stałego Porozumienia. Przywódcami partii byli: Henryk Konic, Aleksander Rosset, Wincenty Biskupski, Edward Langner, Stanisław Popowski, Stefan Przanowski, Emil Stanisław Rappaport. Organem prasowym PPP była „Ojczyzna i Postęp”.
W 1919 partia  zakończyła samodzielną działalność i weszła w skład Związku Ludowo-Narodowego.